# „Orszak książęcy” w Dreźnie

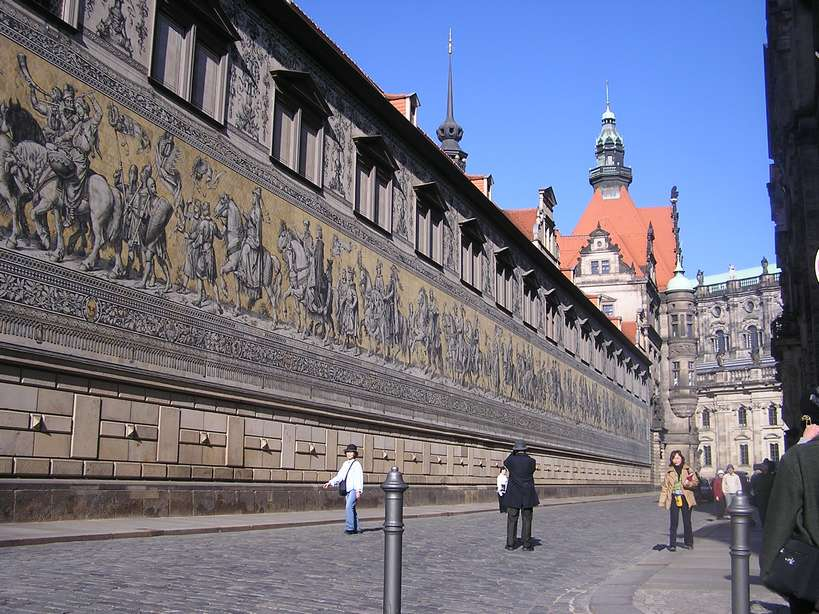
Orszak książęcy przy Augustusstraße

Orszak książęcy (niem. Fürstenzug) – malowidło ścienne zdobiące zewnętrzną ścianę gmachu „Langer Gang” ograniczającego od północy dziedziniec (Stallhof) dawnego średniowiecznego kompleksu królewskiej rezydencji w Dreźnie. 
Obecnie (2012) wzdłuż ściany z malowidłem przebiega ulica Augustusstraße, łącząca najważniejsze zabytki drezdeńskiego Starego Miasta.

## Historia powstania

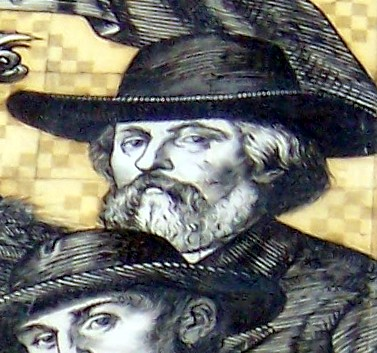
Wilhelm Walther

Autorem malowidła jest artysta drezdeński, malarz historyczny i profesor tamtejszej Akademii Sztuk Pięknych – Wilhelm Walther (1828–1913). W początkowym etapie prac nad dziełem wykonał projekt na kartonie, a w latach 1872–1876 przeniósł malowidło na ścianę dziedzińca, stosując niezbyt już wówczas trwałą technikę sgraffito. Z uwagi na sławę, jaką dzieło zyskało przez lata swej obecności, by nie narażać go na niszczenie spowodowane szkodliwymi związkami węgla w atmosferze, w latach 1906–1907 przeniesiono je na ok. 25 000 ceramicznych kafelków miśnieńskiej porcelany. W celu dokładnego odtworzenia malowidła, bazowano na oryginalnych kartonach, na których Walther przedstawił swój projekt. Dzieło  przetrwało nalot bombowy w 1945, w wyniku którego pobliskie budynki zostały prawie całkowicie zniszczone.  

## Lokalizacja i rozmiary

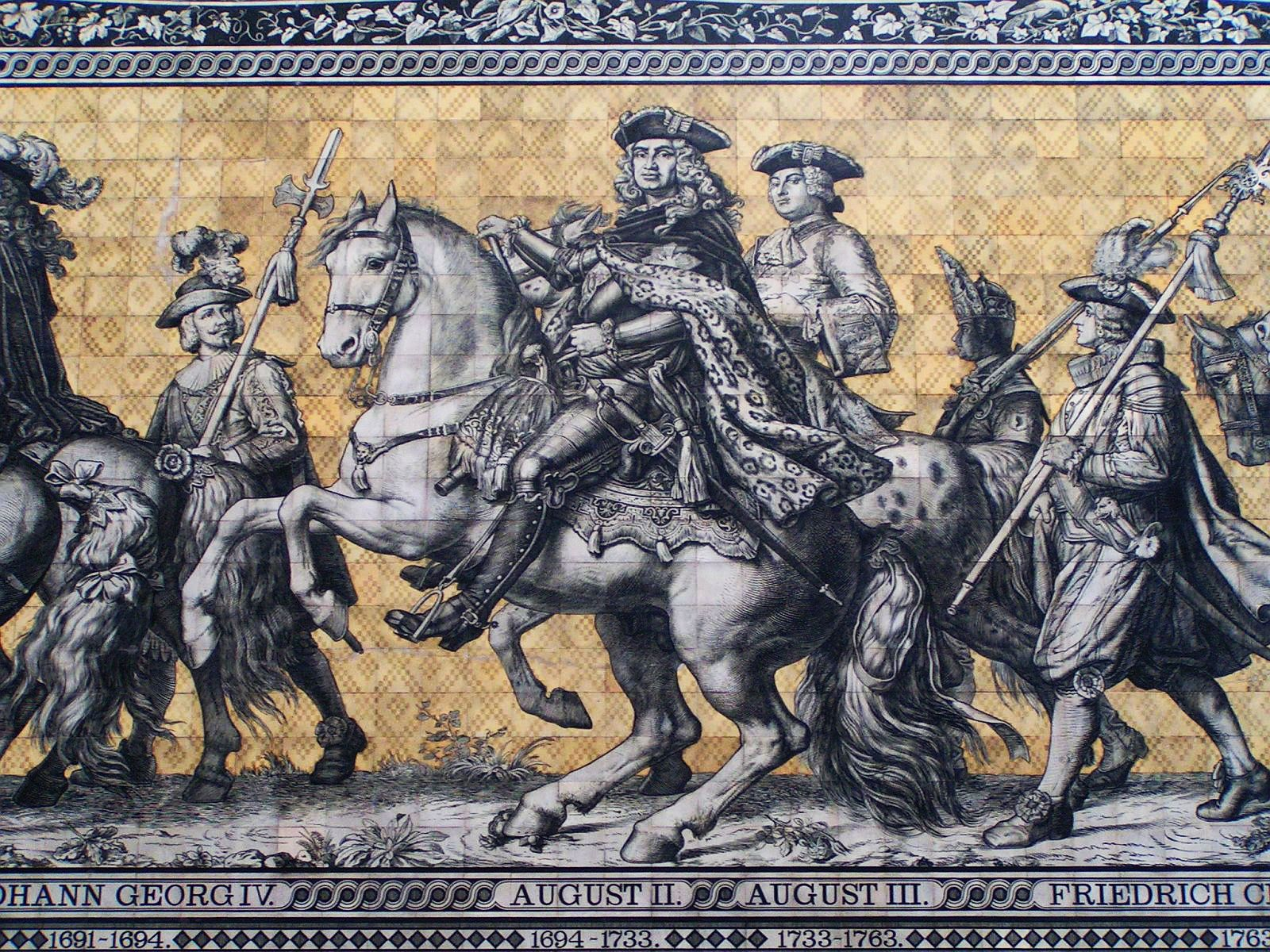
Królowie Polski August II i August III

Malowidło zdobi zewnętrzną ścianę gmachu „Langer Gang” ograniczającego od północy dziedziniec (Stallhof) dawnego średniowiecznego kompleksu królewskiej rezydencji w Dreźnie. Niegdyś na dziedzińcu tym odbywały się turnieje rycerskie i zabawy dworskie.
Malowidło stanowi największy na świecie ceramiczny obraz ścienny. Ma 101,90 metrów długości i 10,51 metrów wysokości. Kafelki o rozmiarach 20,5 × 20,5 centymetrów zajmują łącznie powierzchnię ponad 1000 m², a całość stanowi znaczące świadectwo sztuki malowania na kafelkach porcelanowych i zajmuje ważne miejsce w dziejach sztuki miasta.

## Nazwa i opis
Malowidło „Orszak książęcy” zostało wykonane w celu upamiętnienia 800–letniej historii władców z dynastii Wettynów, władających Saksonią w latach 1123–1918. W przedstawieniu znalazły się łącznie 94 osoby, z których 35 stanowią margrabiowie, hrabiowie, książęta i królowie Saksonii, w tym królowie Polski August II Mocny i August III Sas oraz książę warszawski Fryderyk August I, pozostałe 59 postaci to wizerunki podążających pieszo naukowców, artystów, rzemieślników, żołnierzy, dzieci i chłopów. Walther uwiecznił m.in. swoich nauczycieli Carla Gottlieba Peschela i Juliusa Hübnera, architekta Hermanna Nicolai, rzeźbiarzy Johannesa Schillinga i Ernsta Hähnla, malarza Adriana Ludwiga Richtera a na końcu orszaku umieścił swoją postać. Ponadto namalował również 45 koni i dwa charty. Oprócz doskonałego podobieństwa portretu ukazanych postaci, na uwagę zasługuje także niezwykle szczegółowe historycznie odwzorowanie szat, zbroi i broni z tamtych czasów.
W dolnej części umieszczono także 35 herbów, w tym herby Polski i Litwy.

Przykładowe herby
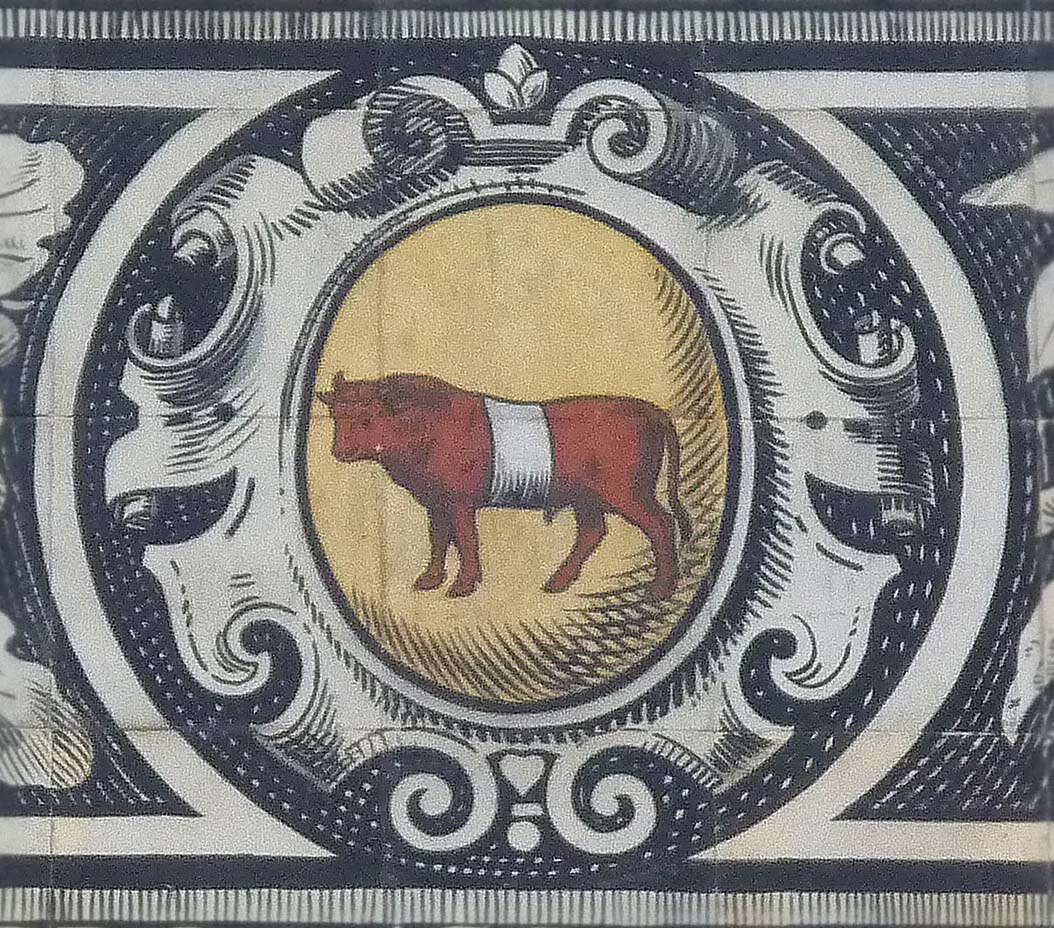
Łużyce Dolne
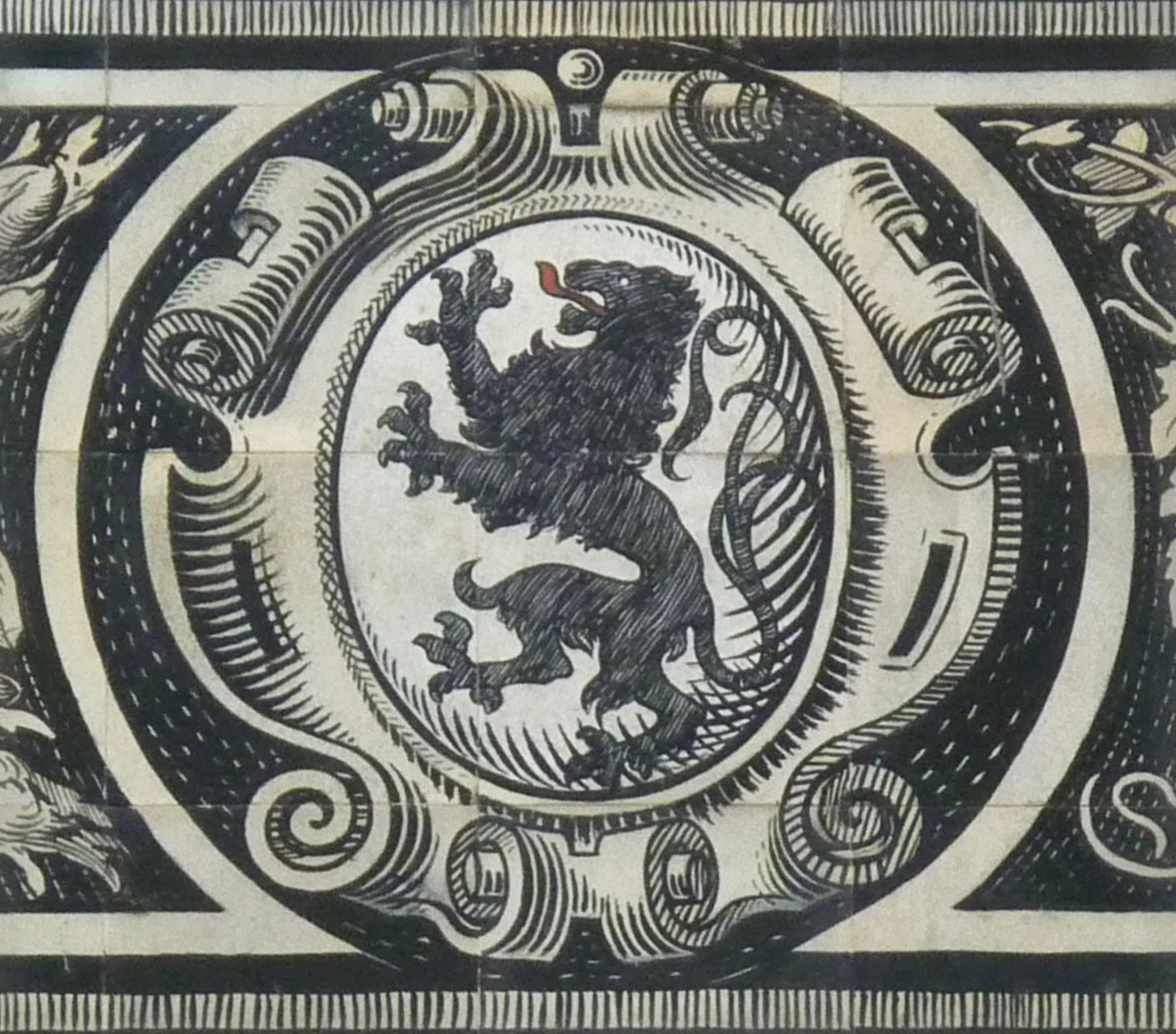
Marchia Miśnieńska
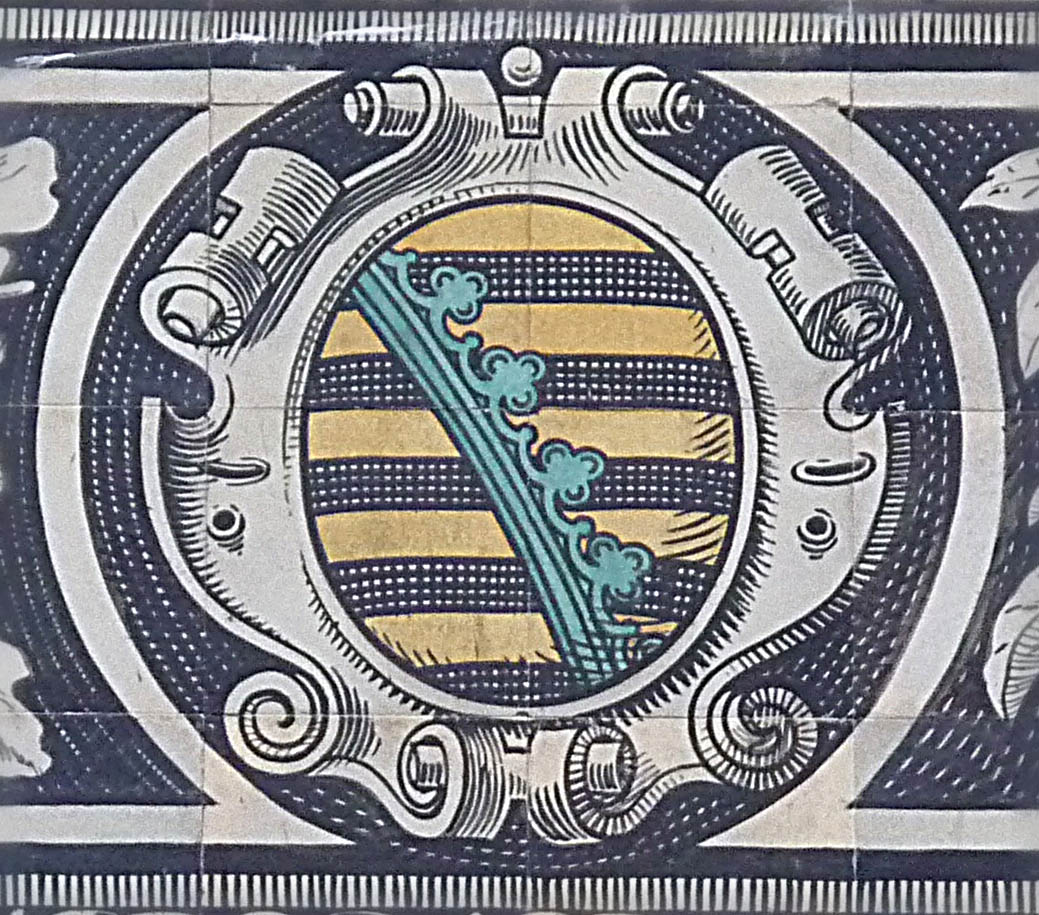
Saksonia
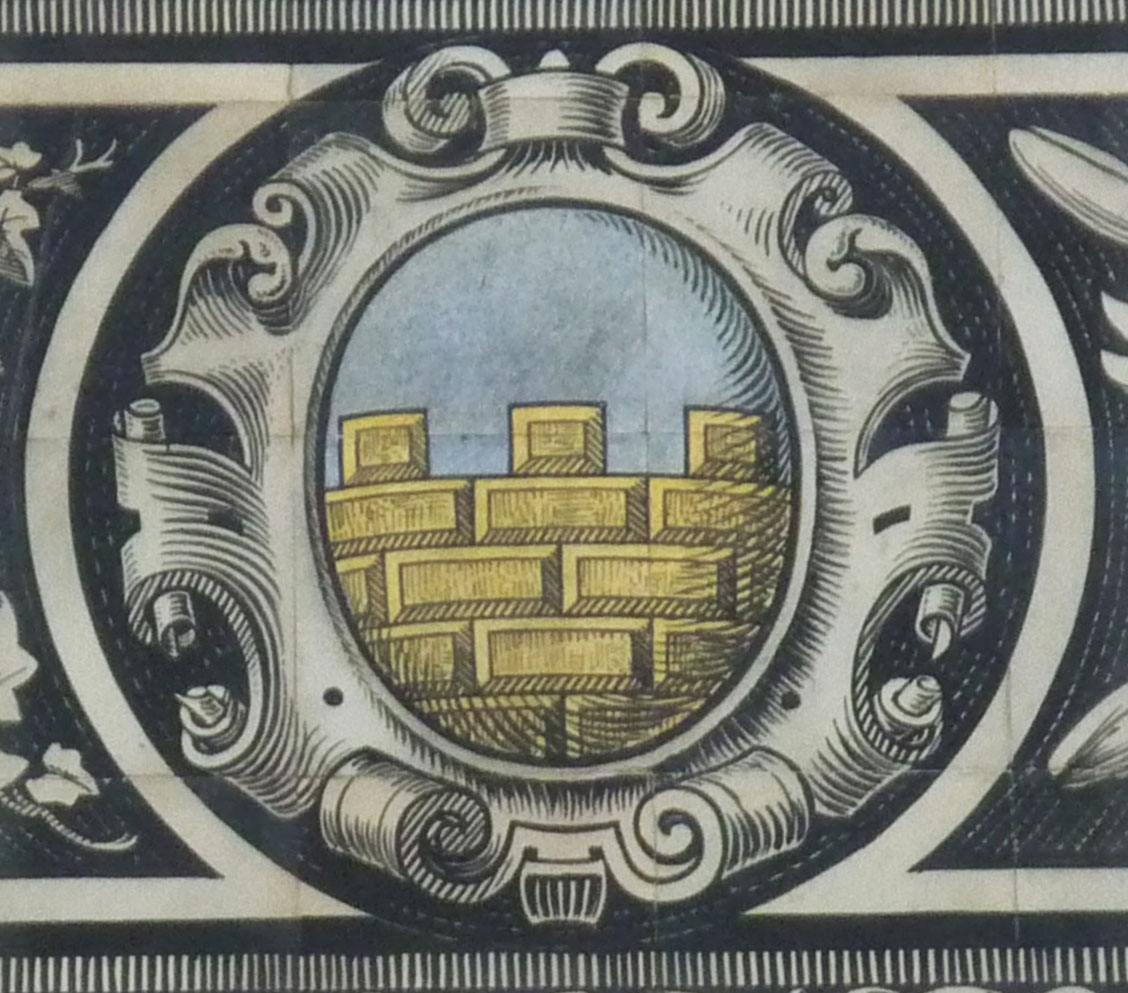
Łużyce Górne
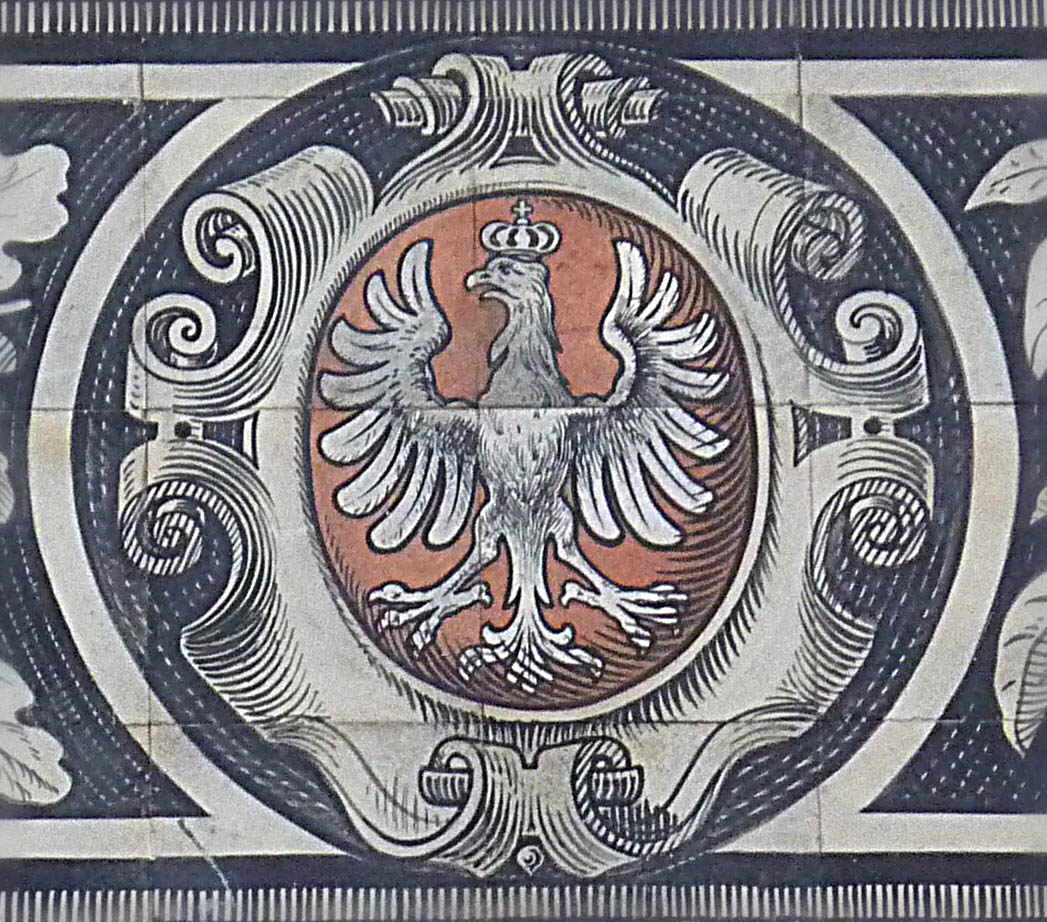
Polska
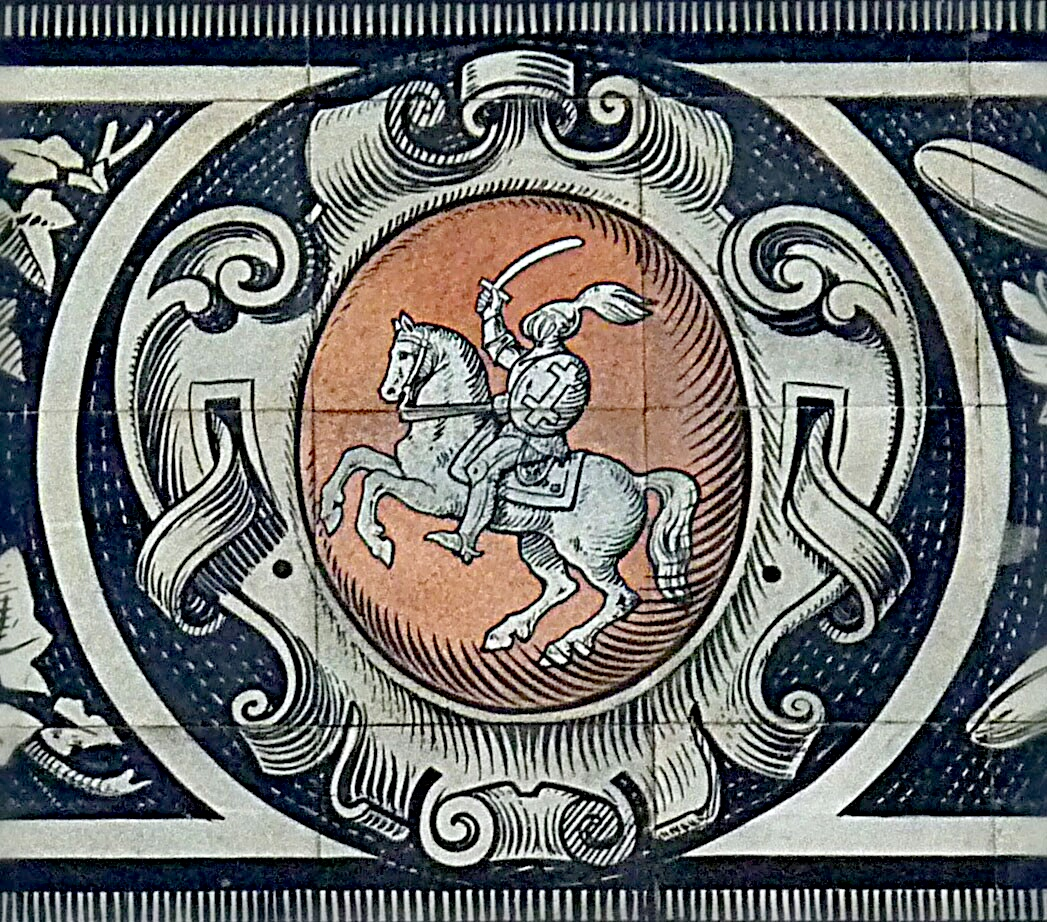
Litwa
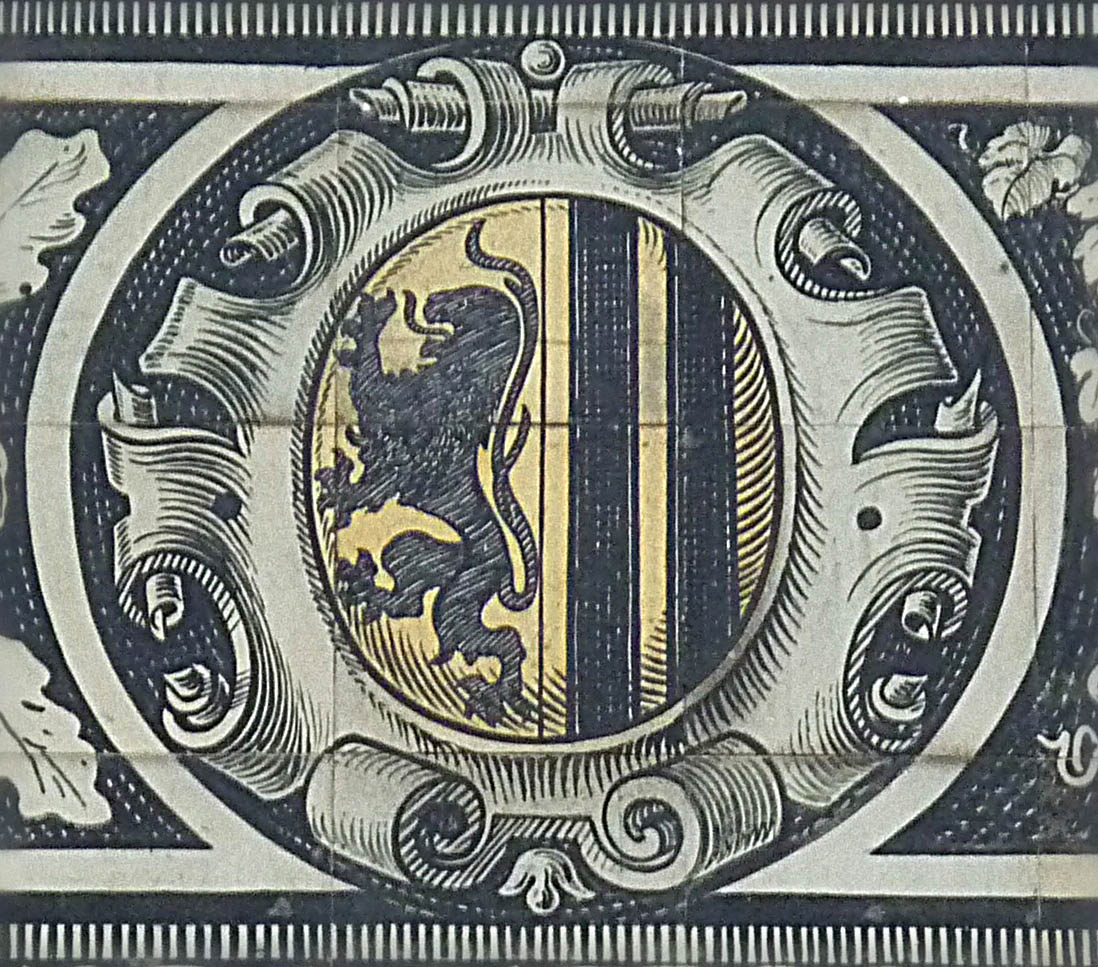
Drezno

## Rekonstrukcja po 1945
Bombardowanie Drezna pod koniec II wojny światowej w lutym 1945 nieznacznie uszkodziło malowidło. Ogółem na powierzchni niespełna 25 tys. kafelków jedynie 223 z nich wymagały kompletnej rekonstrukcji. Prace rekonstrukcyjne przeprowadzono w oparciu o dokumentację z początku XX wieku. Latem i jesienią 1978 malowidło zostało całkowicie oczyszczone i odnowione. Było to spowodowane silnymi zabrudzeniami powierzchniowymi. W kolejnym roku, od marca do września 1979 zlikwidowano powstałe na około 450 kafelkach uszkodzenia mechaniczne, wypełniając je na nowo. Podczas prac 212 kafli wymieniono na nowe, a 442 uzupełniono.